# صباح الخير يا لبنان
صباح الخير يا لبنان هو برنامج صباحي يقدم على تلفزيون لبنان يتناول الحديث عن أهم قضايا الساحة اللبنانية من اقتصاد ورياضة والأخبار المحلية وأخبار الثقافة اللبنانية يبث في الساعة 8 بالتوقيت المحلي للبنان.